# 35 Dywizja Piechoty (Hiszpania)

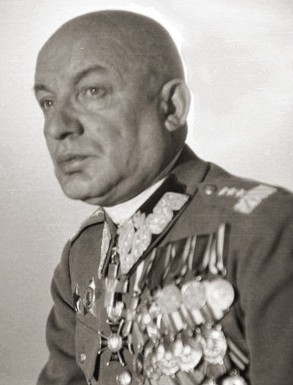
gen. Karol Świerczewski, pierwszy dowódca 35 Dywizji Piechoty.

35 Dywizja Piechoty” (hiszp. 35.ª División) – hiszpański związek taktyczny Republikańskiej Armii Ludowej, uczestniczący w hiszpańskiej wojnie domowej.
35 Dywizja Piechoty (35 DP) sformowana została w 1937. Tworzyli ją głównie ochotnicy z Brygad Międzynarodowych.  W czasie wojny domowej w Hiszpanii uczestniczyła m.in. w bitwie pod Brunete, Teruel i Ebro. W czasie bitwy nad Ebro wchodziła w skład XV Korpusu Armijnego. Po wyjeździe gen. Świerczewskiego do ZSRR, na stanowisku dowódcy 35 DP zastąpił go mjr Pedro Merino. Żołnierze 35 DP zakończyli szlak bojowy wraz z Armią Ebro, przekracając 5–10 lutego 1939 granicą hiszpańsko-francuską, gdzie jednostka została rozwiązana. Z polecenia władz francuskich żołnierze zostali internowani. 

## Dowództwo dywizji
Dowódcy:
- gen. Karol Świerczewski
- ppłk Pedro Merino[3]

Komisarz polityczny:
- Jose Maria Sastre[3]

Szef sztabu:
- mjr Julian Caubin[3]

## Struktura organizacyjna
Skład w czasie bitwy nad Ebro:
- XI Brygada Międzynarodowa
- XIII Brygada Międzynarodowa
- XV Brygada Międzynarodowa